# Американські боги
«Америка́нські бо́ги» (англ. American Gods) — четвертий прозовий роман Ніла Ґеймана, якому передували «Добрі передвісники» (у співавторстві з Террі Претчеттом, 1990), «Небудь-де» (1996) і «Зоряний пил» (1998). Деякі теми книги автор порушував раніше в графічних романах серії «Пісочний чоловік».

## Опис
У романі «Американські боги» поєднуються елементи американської культури, фентезі та різні переплетіння давньої та сучасної міфології. Книга базується на образі загадкового і мовчазного головного героя на ім'я Тінь (англ. Shadow). Після публікації у 2001 році, вже наступного року книга отримала премію «Г'юго» за найкращий роман, премію «Неб'юла» за найкращий роман і премію імені Брема Стокера. 2002 року роман також номінувався на премію Британської асоціації наукових фантастів, 2003 року здобув премію «Ґеффен» за найкращий перекладений фентезійний роман.
Саме тоді як Ґейман писав «Американських богів», видавці створили рекламний вебсайт з мережевим щоденником, в якому автор щодня розповідав про процес написання (а також редагування, видання та реклами) роману. Після виходу роману вебсайт увійшов до складу більшого офіційного сайту Ніла Ґеймана, де він продовжує регулярно вести щоденник, розповідаючи про свою роботу.
У романі Ґеймана «Хлопці Анансі» естафету приймає один із персонажів «Американських богів», містер Нансі. Це не продовження, а частина того ж фантастичного світу. Пригоди Тіні продовжуються у повісті «Монарх із Глену» (англ. The Monarch of the Glen), а також в оповіданні «Чорний пес».

## Сюжет
У книзі розповідається про пригоди колишнього ув'язненого Тіні Муна, якого достроково випустили з в'язниці через загибель його дружини в автокатастрофі. Він стає попихачем і охоронцем містера Середи (Mr. Wednesday), який подорожує Америкою та зустрічається з колегами і знайомими. Незабаром з'ясовується, що Середа — інкарнація Одіна, який збирає американські втілення Старих Богів з давньої міфології для епічної битви з Новими Американськими Богами, проявами сучасного життя і технологій (такими як інтернет та мас-медіа).
У романі помітну роль відіграють такі міфологічні персонажі: Одін, Локі, Чорнобог (і сестри Зорі), Норна, Анансі, Астарта, Калі, Тот, Анубіс, Гор і Бастет. Крім того, у подіях книги беруть участь і персонажі з міфів реального світу, включаючи кількох героїв коміксів «Пісочний чоловік». Натякається, що сам Тінь є Бальдром, що підтверджується у повісті «Монарх із Глену».

## Персонажі
- Тінь Мун — колишній в'язень, який неохоче стає охоронцем та попихачем пана Середи.

- Лора Мун — дружина Тіні, яка померла в автокатастрофі за кілька днів до того, як Тінь повинен був вийти з в'язниці.

- Саманта Чорна Ворона (Samantha Black Crow) — студентка, яка подорожує автостопом і в дорозі зустрічає Тінь.

- Чад Малліґан — добрий начальник поліції, який дружить з Тінню під час його перебування в містечку Приозер'я.

Старі боги:
- Пан Середа — Одін, давньоскандинавський бог знань і мудрості. Більшу частину часу він намагається заручитися підтримкою інших старих богів, для протистояння у неминучій війні з новими богами.

- Чорнобог — слов'янський бог темряви, брат-близнюк Білобога, бога світла.

- Зоряні сестри — сестри Чорнобога, що представляють ранкову зорю (Зоря Ранкова), вечірню зорю (Зоря Вечірня) та опівнічну зорю (Зоря Опівнічна). Вони є слугами Дажбога, які охороняють та стежать за Сімарглом, який прикутий до Полярної зірки в сузір'ї Малої Ведмедиці. За легендою, якщо коли-небудь зламається ланцюг, який його тримає, Сімаргл зжере світ.

- Пан Нансі — Анансі, брехун, людина-павук з африканського фольклору, часто висміює людей через їх дурість.

- Пан Ібіс — Тот, єгипетський бог знань та писемності. Працює у похоронному бюро. Він часто пише короткі біографії людей, які принесли фольклорних істот із собою до Америки.

- Пасха — Остара (Еостра), давньогерманське божество, пов'язане з приходом весни і пробудженням природи.

- Шакал — Анубіс, давньоєгипетський бог мертвих і муміфікації. Він експерт з підготовки тіла до похоронів.

- Вар'ят Свіні — Цар зі старої ірландської історії. Хоча цього немає в його історії, він називає себе «Лепреконом».

- Віскі Джек — Вісаджек, брехун, фігура алкогольної міфології.

- Джон Чепман — американський фольклорний персонаж, християнський місіонер і піонер, а також «сільськогосподарський ентузіаст».

- Ловкий О'Блуда — Локі, давньоскандинавський бог пустощів та обману.

- Хінцельман — Кобольд, добродушний домовик з міфології Північної Європи. Під виглядом старого він захищає місто Приозерне, приносячи щороку у жертву одну дитину .

Нові боги:
- Технохлопчик — Новий бог комп'ютерів та Інтернету. Він впевнений, що нові боги повинні господарювати над старими. Як уособлення інтернету, він нагадує стереотип гладкого, зарозумілого хлопчика, який майже живе в інтернеті. Він виглядає як підліток з вугровим обличчям, адже він молодий, навіть у порівнянні з іншими новими богами (хоча він швидко став одним із наймогутніших). Інші персонажі глузливо називають його «товстою дитиною».

- Медія — Нова богиня телебачення.

- Чорні капелюхи — агент Світ, агент Град, агент Камінь та агент Дуб, існували як легенди Америки про людей у чорному у чорних автівках. Вони працюють, як «привиди» для нових богів.

- Цінні папери — Нові боги сучасного фондового ринку, уособлення «невидимої руки ринку»

## Екранізація
У 2013 році передбачалося, що за мотивами книги «Американські боги» канал «HBO» зніме однойменний серіал, що складатиметься з шести сезонів, у кожному з яких буде від десяти до дванадцяти серій тривалістю близько години. При цьому сюжет перших двох сезонів мав ґрунтуватися на книзі, а наступні чотири — стали б її продовженням.
Однак робота з невідомих причин призупинилася, а у листопаді 2013 року Ніл Гейман оголосив на сайті Reddit, що робота над серіалом ведеться, але вже не на телеканалі «HBO». У лютому 2014 року стало відомо, що права на екранізацію роману належать північноамериканському відділенню британської компанії «FremantleMedia». 1 липня того ж року стало відомо, що розробкою серіалу займається американський кабельний телеканал «Starz».
Прем'єра першого сезону серіалу «Американські боги» відбулася 30 квітня 2017 року на телеканалі «Starz». Перший сезон складався з 8 епізодів.. Прем'єра другого сезону відбулася 10 березня 2019 року.

## Переклади українською
- Ніл Ґейман. Американські боги. Переклад з англійської: Галина Герасим, Олесь Петік. Київ: KM Publishing. 2017. 696 стор. ISBN 978-617-7498-66-6[5]